# 仡隆語
仡隆語又称村語、村话、哥隆語，使用人數約10萬，主要分布在海南省东方市、昌江黎族自治县的昌化江下游两岸。

## 語言分類
在仡隆語的語言識別分類上，出現不少轉折。在1957年時，就有中国社会科学院民族研究所研究员梁敏在《海南“村话”和“临高话”调查简报》中，曾简略介绍过仡隆語。1983年，东方县黎族干部符镇南与欧阳觉亚，在深入调查和研究之后，指出仡隆語不是汉语的方言，也不是黎语，而是与黎语很接近的一种语言。5年后符与欧阳联合发表《海南岛村话系属问题》，认为仡隆語属于壮侗语系黎语支下的一個語言。

## 语音

### 声调
村话有5个声调，调值分别为：35、33、42、13、21。其中第一调舒声调值为35，严格标记为354，而促声调值为55。村话的第一至第四调在不同情况下都有变调现象。

## 語法
仡隆語中最著名的就是倒裝語法，比如把“大哥”叫“哥隆”，“符老师”称为“师老符”，“桌底狗”（指那些好吃懒做的人）读作“狗底桌”。

## 混合語的特徵
仡隆語与黎语同源的词有31%左右，与壮语同源的有28%左右，並掺有很多汉语词语，有些是粤語方言的，还有些是客語或海南话的。